# 佐藤喜八郎 (8代)
8代 佐藤 喜八郎（さとう きはちろう、1861年4月4日（文久元年2月25日） - 1920年（大正9年）3月6日）は明治から大正時代の政治家。大地主。貴族院多額納税者議員。

## 経歴
松江城下白潟本町（現島根県松江市白潟本町）出身。佐藤喜八郎の長男として生まれ、先代愛山の養子となり1914年（大正3年）3月、家督を相続する。和漢学を修めたほか日蓮宗に帰依して仏学を研究した。
1873年（明治6年）以降、島根県第六区戸長、松江市会議員、同市所得税調査委員、同市名誉参事会員、臨時世界博覧会委員、松江市会議長を歴任した。ほか、出雲農会幹事長、同仏教会名誉顧問、教育会育英会各評議員を務めた。
1897年（明治30年）9月には島根県多額納税者として貴族院議員に互選され、同年9月29日から1900年（明治33年）7月14日まで務めた。